# Docca
『docca』（どっか）は渡辺祥智作のファンタジー漫画作品。
2008年にマッグガーデン刊の『コミックブレイドBROWNIE』創刊号にて表紙及び巻頭カラーで連載が開始されたが、同誌の実質上の廃刊に伴い第2話からは同出版社の『月刊コミックブレイドアヴァルス』に移籍。2010年9月号から2012年6月号まで連載された。全3巻。

## あらすじ
七ツ橋高校に入学するため、幼い頃住んでいた虹ヶ丘町に戻って来た丸山まひる。ところが虹ヶ丘町は5年前に「どっか別の世界」と繋がって以来、「どっか」からの来訪者が絶えないファンタジーな町と化していた。ひょんなことから七ツ橋高校docca管理委員会の神田烈花と出会い、「どっか」からやってきた記憶喪失の王子・クレオールに懐かれたまひるは、「王子係」としてdocca管理委員会に参入することになる。「どっか」だらけの町で、まひるのユルユルに非日常な日常が始まるのだった。

## 登場人物

### 七ツ橋高校docca管理委員会
虹ヶ丘町に飛んできた「どっか」の調査・管理を行うdocca管理委員会の七ツ橋高校支部。ただしその管理登録はわりといい加減。まひる達の業務の実態は「どっか」関係の雑用と言ってよく、けっこう地味である。
円山まひる（まるやま－）
本作の主人公。七ツ橋高校1年。クレオールに懐かれたことがきっかけで委員会に所属。
比較的常識人であり、「どっか」の住人を当たり前のように受け入れている町の様子に当初こそ困惑していたが、「どっか」も「こっち」も心は同じであると気付いて自然に接するようになる。周囲に振り回され気味の苦労人であり、ツッコミ役に回ることが多い。
神田烈花（かんだ れっか）
七ツ橋高校2年。見た目は小学生程度にしか見えず、まひるからは「烈花ちゃん先輩」と呼ばれている。スカートの下にジャージが標準装備。食い意地で行動する一面があり、しばしば食料購入のためまひるをパシらせる。
5年前に「どっか」に行ってしまった未橋先生を慕っており、再会を切望している。
守屋ルナ（もりや－）
七ツ橋高校2年。長身長髪の男子。口数が少なく無愛想で、委員会では主に戦闘・体力仕事要員。頻繁に睡眠を摂る。
5年前に起きた「流れ星事故」の数少ない生き残り。事故当時の事は普段は忘れているが、眠ると夢に見てうなされる。小学生の頃からの親友である星川を精神的支柱にしている。
星川遊輝（ほしかわ ゆうき）
七ツ橋高校2年。明るく人好きのする性格。委員会のムードメーカー的存在。烈花、守屋と同じ雲母野小学校出身。
自称｢星の王子」であり、烈花曰く「ある意味、docca」。その正体は守屋または星川の願望が具現化したもの。
AI（アイ）
鐘下博士によって作られた少年型の対doccaロボット。「どっか」の解析・情報管理を担っている。解析するためには対象物に直接舌のセンサーで触れる必要があり、対象が人間型だとビジュアル的にアレなことになる。よく人間の食物を口にして故障する。スペック的には最新型に劣るが、その不完全なところがたまらない（鐘下博士談）。名前の由来は「愛」。
鐘下博士（かねもとはかせ）
docca管理委員会顧問。まひる達七ツ橋高校支部の司令的存在。doccaの調査・研究および対策グッズの開発を担っている。対策グッズは「愛」「ハート」をモチーフにしたものが多い。
助手であり友人でもあった未橋の消息を案じており、未橋が研究していた「どっか」への扉・虹の門（レインボーゲート）を完成させた。

### docca（どっか）
5年前に虹ヶ丘町と繋がった異世界、あるいはその異世界から虹ヶ丘町にやって来るものたちの総称。虹ヶ丘町と繋がる世界は一つではなく、また飛んでくるのも物体から生物まで様々であるが、すべて「どっか」と呼ばれている。新たにやって来た「どっか」は、docca対策委員会の調査を受けて危険性がないと判断されれば解放され、元の世界に帰るかそのまま虹ヶ丘町に住み着く。偶然の不可抗力で「こっち」に来るものもいるが、大半は本人の意志で「こっち」に来ていることがわかっている。
クレオール／クレオール八王子（－はちおうじ）
まひるが虹ヶ丘町で初めて出会った「どっか」。銀髪に水色のマントを羽織り、いかにも「王子」な外見であったため「どっかから八番目に来た王子」として新規登録された。虹ヶ丘町に来た時点で「クレオール」という名前以外すべての記憶を失っていたため、とりあえずの措置として「八王子」という苗字を貰い、七ツ橋高校1年（まひると同じクラス）として生活することになる。周囲の協力の甲斐もあり、片言の日本語を話せるようになっていく。
前例のない世界から来た存在であり、一緒に現れたドラゴンも守屋が倒してしまったため手掛かりはゼロ。その正体は物語終盤で未橋によって明かされる。
流れ星
5年前に虹ヶ丘町に初めて現れた「どっか」。表面に星型の模様がある巨大な岩石。上空に突如現れてそのまま落下したため、その場に居た多数の人々が犠牲になった（流れ星事故）。これを機に虹ヶ丘町は7月7日を「初めてのdocca記念日」として休日に制定しており、当日は虹ヶ丘町内のすべての学校が休校となる他、「流れ星事故犠牲者追悼式」が行なわれる。
現在は七ツ橋高校旧校舎裏山の立入禁止区域に厳重に保管されている。どの世界からやって来たのか未だにわかっておらず、調査のため、前例の無い「どっか」から来た「どっか」には一度は「流れ星」を見てもらう事になっている。
一王子～七王子
クレオールの前に「王子」として登録された「どっか」達。一王子は「王子の絵」、二王子は「れっきとした王子だが見た目は普通のオッサン」、六王子は「実は八盗賊だった」など、まともに王子っぽいのは八王子であるクレオールが初めてだった。
レッテ産モソソロソ
笑顔模様のある花のような何か。食べても害はなく、餅のようなガムのような食感が楽しめる。「こっち」の土壌と相性が良いらしく、本来は親指サイズであったものが通常の花のサイズに巨大化し異常繁殖した。
ムム
まひると同じ下宿に暮らしている、魔法だらけの「どっか」から来た魔女っ子。魔法が一切使えない「こっち」の生活を「不便で楽しい」と評している。
メロウの英雄
メロウという世界で地面に刺さっていた伝説の剣を抜き「メロウの英雄」と呼ばれるようになった青年。以来、メロウ各地に刺さっている剣を抜いて回る羽目になり、100本抜いたあたりで「これって英雄とか関係なくね？」と気付いた。現在は虹ヶ丘町のアパート「ヒーロー荘」で英雄（ひでお）として暮らしている。虹ヶ丘町に現れたメロウの剣を抜いてラーメン券をゲットした。

### その他
坂井光美（さかい みつみ）
七ツ橋高校1年。まひるのクラスメイト。「どっか」に対する好奇心が強く、「どっか」目当てで七ツ橋高校を受験した。まひるの良き友人であり、クレオールの日本語習得などにも手を貸す。
未橋開（みはし かい）
鐘下博士の助手であり親友。烈花たちの母校である雲母野小学校の非常勤講師だった。虹ヶ丘町が「どっか」と繋がる前から「どっか別の世界」を真剣に夢見ており、子供みたいな発想とバカバカしい空想で周囲からは変人扱いされていたが、烈花たちには慕われていた。
5年前に虹ヶ丘町と「どっか」が繋がってすぐに実際に「どっか」に行ってしまい、以降消息不明となっていたが、彼の研究を引き継いだ鐘下博士の手によって「こっち」へ帰還。「どっか」では勇者として働いており、クレオールとも面識があった。
里名（りな）さん
まひるが下宿でお世話になっている女性。まひるの母のイトコ。
ヲトばあちゃん
里名さんの祖母。
円山正午（まるやま しょうご）
まひるの弟。小5。病弱のためなかなか外に出かけられず、虹ヶ丘町に行くまひるを羨ましがっていた。
RAY（レイ）
最新型の対docca用ロボット。羽田博士（作品中には直接は登場しない）が開発した。AIと異なり、対象を見るだけで解析が可能。